# Hangzhou
Hangzhou (en chinois : 杭州 ; pinyin : Hángzhōu ; prononciation en mandarin : /xǎŋ.ʈʂóu/ ; romanisation du wu : Raontzaoe ; prononcé : /ɦɑ̃.tse/) est une circonscription chinoise de type ville sous-provinciale. Elle est située en Chine orientale (Hueadong) au sud du delta du Yangzi Jiang. D'une superficie de 16 847 km2 elle compte 9,5 millions habitants en 2017.
La principale agglomération de cette circonscription, Hangzhou, est la capitale de la province chinoise du Zhejiang. Cette agglomération compte 6,96 millions habitants ce qui en fait la douzième ville chinoise par sa population. Elle est située au fond de la baie de Hangzhou, à 190 kilomètres au sud-ouest de Shanghai. La ville de Hangzhou est un pôle industriel et tertiaire important. Elle est le siège de plusieurs sociétés d'envergure nationale. Elle est particulièrement en pointe dans le domaine des entreprises de haute technologie. Elle est notamment le siège d'Alibaba, premier groupe chinois de vente par Internet. Hangzhou est également un pôle de transport avec plusieurs lignes ferroviaires à grande vitesse la reliant aux principales agglomérations chinoises, un aéroport d'envergure nationale et un port fluvial important.
La ville de Hangzhou a été la capitale de la Chine sous les Song du Sud et a été célébrée pour sa beauté. La ville ancienne, construite au bord du célèbre lac de l'Ouest (en chinois : 西湖 ; pinyin : Xīhú), possède un riche patrimoine architectural et attire de nombreux touristes. Dans la poésie et la littérature anciennes, « Qiantang » (钱塘) fait souvent référence à la ville actuelle de Hangzhou.

## Géographie
La circonscription de Hangzhou est située en Chine orientale (Huadong) au sud du delta du Yangzi Jiang. Sa superficie de 16 596 km² (l'équivalent de trois départements français). Son territoire débute à l'ouest au pied des contreforts montagneux de la province de Anhui à l'ouest et s'étend à l'est jusqu'à la plaine côtière qui borde la baie de Hangzhou donnant sur la mer de Chine orientale. Le grand Canal, qui relie Pékin à la ville de Hangzhou, traverse le territoire. La ville de Hangzhou se trouve au fond de la baie de Hangzhou à 190 kilomètres au sud-sud-ouest de Shanghaï. Hangzhou, qui compte plus de 6 millions d'habitants, est construit au nord du fleuve Qiantang autour des rives est et nord du lac de l'Ouest.

### Climat
Le climat de Hangzhou est de type subtropical humide (Köppen) avec quatre saisons distinctes caractérisées par des étés très longs, très chauds et humides et des hivers frais, secs et nuageux avec éventuellement des chutes de neige. La température moyenne est de 17 °C avec des moyennes mensuelles comprises entre 4,6 °C en janvier et 28,9 °C en juillet. La ville principale reçoit en moyenne 1438 mm de précipitations par an et fait partie de la région touchée par la saison des pluies, un épisode de précipitations intenses qui se produit entre mai et juillet.
| Mois                                | jan. | fév. | mars  | avril | mai   | juin  | jui.  | août  | sep.  | oct.  | nov. | déc.  |
| ----------------------------------- | ---- | ---- | ----- | ----- | ----- | ----- | ----- | ----- | ----- | ----- | ---- | ----- |
| Température minimale moyenne (°C)   | 1,8  | 3,5  | 7     | 12,4  | 17,5  | 21,4  | 25,2  | 24,9  | 20,9  | 15,4  | 9,3  | 3,7   |
| Température moyenne (°C)            | 4,6  | 6,4  | 10,3  | 16,2  | 21,4  | 24,7  | 28,9  | 28,2  | 24    | 18,8  | 12,9 | 7     |
| Température maximale moyenne (°C)   | 8,3  | 10,3 | 14,8  | 21,1  | 26,3  | 29,1  | 33,6  | 32,8  | 28,2  | 23,2  | 17,3 | 11,3  |
| Record de chaleur (°C)              | 25,4 | 28,5 | 32,8  | 34,8  | 37,6  | 39,7  | 41,3  | 41,6  | 38,7  | 35    | 31,2 | 26,5  |
| Ensoleillement (h)                  | 102  | 97,2 | 116,4 | 140,6 | 164,7 | 136,6 | 212,7 | 193   | 143,9 | 144,6 | 129  | 128,7 |
| Précipitations (mm)                 | 79,8 | 86,1 | 143,7 | 122,5 | 128,2 | 211,8 | 180,3 | 156,1 | 130,1 | 78,6  | 72,3 | 48,6  |
| Nombre de jours avec précipitations | 12,4 | 12,1 | 15,3  | 14,5  | 13,8  | 14,6  | 12,4  | 13,8  | 11,7  | 9     | 9,3  | 8,5   |
| Humidité relative (%)               | 75   | 75   | 75    | 74    | 74    | 80    | 76    | 78    | 79    | 76    | 74   | 73    |

## Histoire
La dynastie Song, vaincue en Chine du nord par la deuxième dynastie Jin (1115-1234) au cours des guerres entre les dynasties Jin et Song, abandonne sa capitale Kaifeng et l'installe à Hangzhou. Elle conserve ce statut entre 1127 et 1279 jusqu'à la chute finale de la dynastie Song. Durant cette période, la ville devient un centre culturel et commercial majeur. Cette prospérité et l'installation des administrations centrales fait croitre sa population qui dépasse le million d'habitants en 1276. Le temple de Yue Fei y a été construit en 1221. Quand Marco Polo visite Hangzhou à la fin du XIIIe siècle, avant sa destruction par les Mongols en 1276, elle est considérée comme la plus grande et la plus belle ville du monde[réf. nécessaire]. D'autres voyageurs étrangers comme Odoric de Pordenone, Giovanni di Marignolli et Ibn Battûta ont également témoigné de l'importance de la ville à l'époque. Hangzhou est considérée comme ayant été la ville la plus peuplée au monde de 1180 à 1315 et de 1348 à 1358. La ville est ravagée à de nombreuses reprises par des incendies, notamment en 1132, 1137, 1208, 1229, 1237 et 1275.
L'Armée populaire de libération entre à Hangzhou le 3 mai 1949, la ville passe alors sous le contrôle des communistes alors qu'elle était gouvernée par le Kuomintang depuis 1928.

## Démographie
Le territoire de Hangzhou regroupe une population de 9,5 millions habitants en 2017. La principale agglomération de cette circonscription, Hangzhou, compte 6,96 millions habitants (2018) sur une superficie de 1 334 km2 soit une densité de 5 200 habitants par kilomètre carré. C'est la douzième ville chinoise pour sa population.
On parle à Hangzhou un dialecte du wu appelé hangzhouhua (en chinois : 杭州话 ; pinyin : Hángzhōuhuà).

## Subdivisions administratives
Hangzhou est la capitale de la province chinoise du Zhejiang qui compte 56,6 millions d'habitants sur une superficie de 104 208 km2. Hangzhou est une ville sous-provinciale : contrairement à une ville-préfecture son maire dispose à ce titre d'une plus grande autonomie sur le plan économique et n'a de compte à rendre qu'au gouvernement central. Hangzhou est à la fois une agglomération de plusieurs millions d'habitants et une juridiction regroupant treize subdivisions comprenant des territoires urbanisés et ruraux : dix districts, la ville-district de Jiande et deux xian. L'aire urbaine de la ville de Hangzhou s'étend sur les dix districts. Sa superficie est de 8 292,31 km2. Les trois autres subdivisions dont la superficie totale est de 8 561 km2 regroupent 1,24 million d'habitants.
| Carte des subdivisions de la ville sous-provinciale de Hangzhou | Carte des subdivisions de la ville sous-provinciale de Hangzhou | Carte des subdivisions de la ville sous-provinciale de Hangzhou | Carte des subdivisions de la ville sous-provinciale de Hangzhou | Carte des subdivisions de la ville sous-provinciale de Hangzhou | Carte des subdivisions de la ville sous-provinciale de Hangzhou |
| --- | --------------------------------------------------------------- | --------------------------------------------------------------- | --------------------------------------------------------------- | --------------------------------------------------------------- | --------------------------------------------------------------- |
| \| Lac Qiandao 1 2 3 4 Jianggan Xihu Xiaoshan Yuhang Fuyang Xian de Tonglu Xian de Chun'an Jiande · (ville) Lin'an 1. Shangcheng 2. Xiacheng 3. Gongshu 4. Binjiang \| |                                                                 |                                                                 |                                                                 |                                                                 |                                                                 |
| Subdivision | Chinois                                                         | Pinyin                                                          | Population (2018)                                               | Superficie (km2)                                                | Densité                                                         |
| Agglomération de Hangzhou |                                                                 |                                                                 |                                                                 |                                                                 |                                                                 |
| District de Shangcheng | 上城区                                                          | Shàngchéng Qū                                                   | 345 000                                                         | 26,06                                                           | 13 238,68                                                       |
| District de Xiacheng | 下城区                                                          | Xiàchéng Qū                                                     | 526 000                                                         | 29,33                                                           | 17 933,86                                                       |
| District de Jianggan | 江干区                                                          | Jiānggàn Qū                                                     | 1 186 000                                                       | 200                                                             | 5 930,00                                                        |
| District de Gongshu | 拱墅区                                                          | Gǒngshù Qū                                                      | 574 000                                                         | 69,25                                                           | 8 288,81                                                        |
| District de Xihu | 西湖区                                                          | Xīhú Qū                                                         | 890 000                                                         | 309,41                                                          | 2 876,44                                                        |
| District de Binjiang | 滨江区                                                          | Bīnjiāng Qū                                                     | 392 000                                                         | 72,22                                                           | 5 427,86                                                        |
| Aire urbaine |                                                                 |                                                                 |                                                                 |                                                                 |                                                                 |
| District de Xiaoshan | 萧山区                                                          | Xiāoshān Qū                                                     | 1 719 000                                                       | 1 417,83                                                        | 1 212,42                                                        |
| District de Yuhang | 余杭区                                                          | Yúháng Qū                                                       | 1 603 000                                                       | 1 228,41                                                        | 1 304,94                                                        |
| District de Fuyang | 富阳区                                                          | Fùyáng Qū                                                       | 742 000                                                         | 1 821,03                                                        | 407,46                                                          |
| District de Lin'an | 临安区                                                          | Lín'ān Qū                                                       | 593 000                                                         | 3 118,77                                                        | 190,14                                                          |
| Xians |                                                                 |                                                                 |                                                                 |                                                                 |                                                                 |
| Xian de Tonglu | 桐庐县                                                          | Tónglú Xiàn                                                     | 432 000                                                         | 1 829,59                                                        | 236,12                                                          |
| Xian de Chun'an | 淳安县                                                          | Chún'ān Xiàn                                                    | 358 000                                                         | 4 417,48                                                        | 81,04                                                           |
| Ville-district |                                                                 |                                                                 |                                                                 |                                                                 |                                                                 |
| Jiande | 建德市                                                          | Jiàndé Shì                                                      | 446 000                                                         | 2 314,19                                                        | 192,72                                                          |
| Lac Qiandao 1 2 3 4 Jianggan Xihu Xiaoshan Yuhang Fuyang Xian de Tonglu Xian de Chun'an Jiande · (ville) Lin'an 1. Shangcheng 2. Xiacheng 3. Gongshu 4. Binjiang       |                                                                 |                                                                 |                                                                 |                                                                 |                                                                 |

## Éducation
L'université du Lac de l'Ouest se trouve à Hangzhou.

## Économie

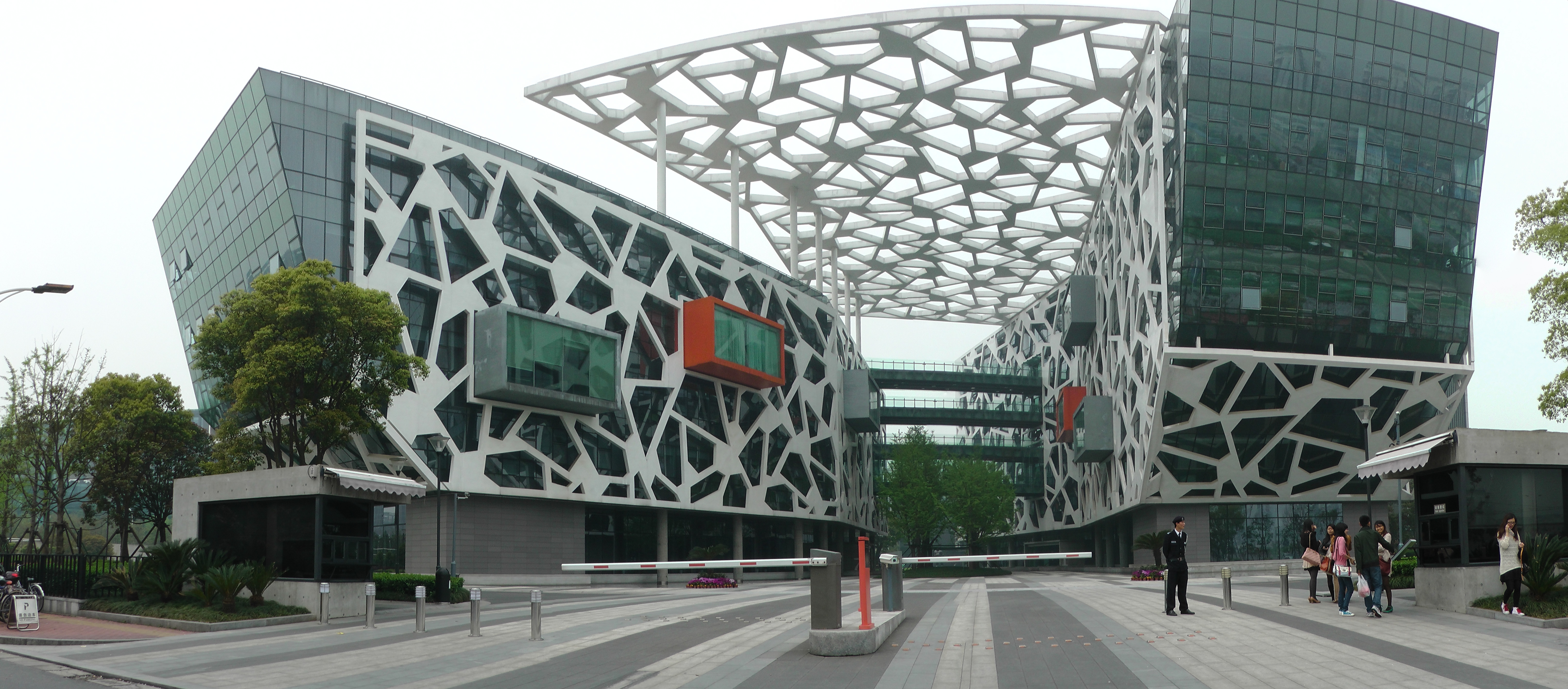
Siège de la société Alibaba, premier groupe chinois de vente par Internet.

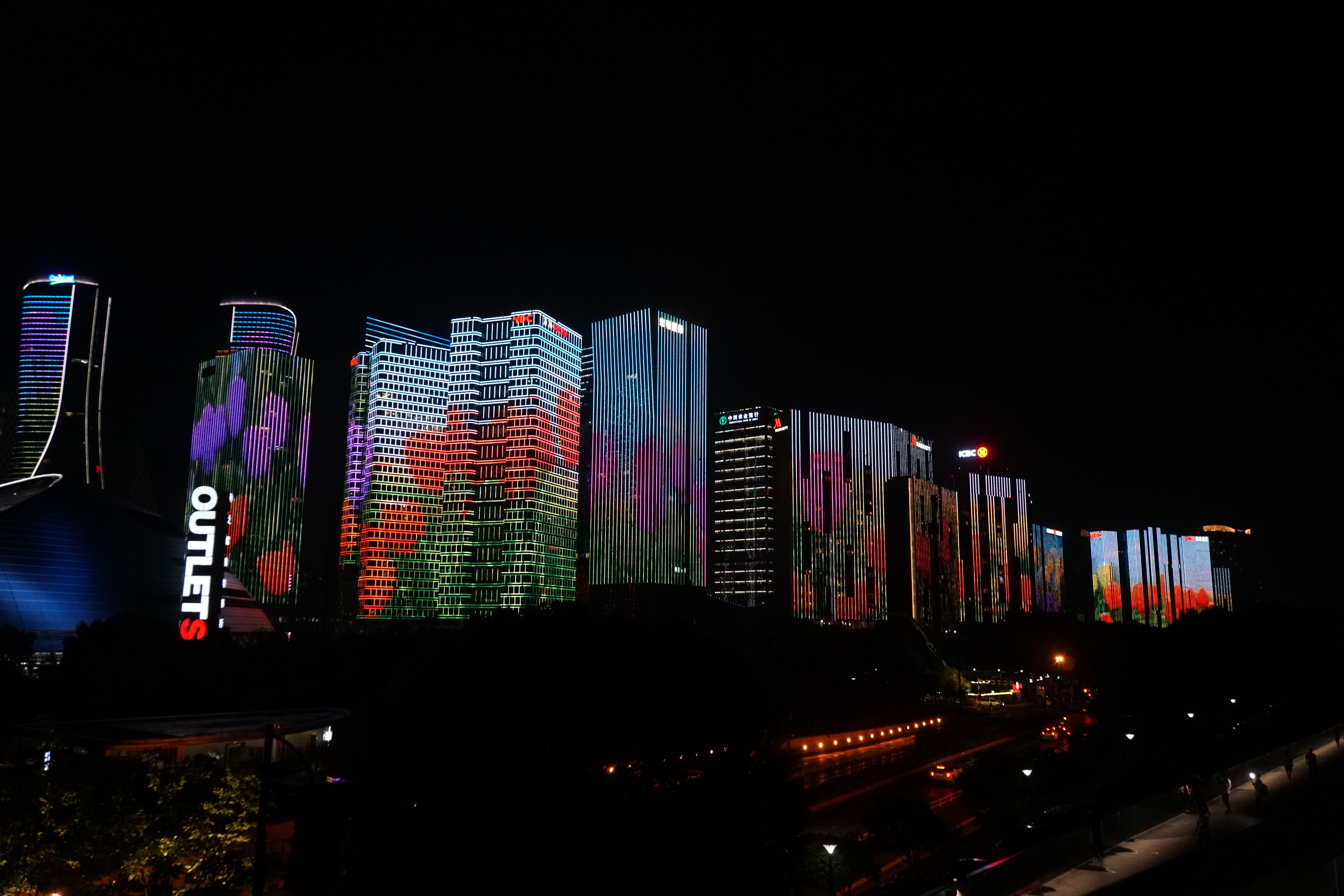
Immeubles de bureau la nuit.

En 2017, le produit intérieur brut total de Hangzhou est de 1 255,6 milliards de yuans, et le PIB par habitant de 134 607 yuans en croissance de 8 % sur l'année. L'économie de la ville est spécialisée dans le commerce électronique, l'informatique, l'équipement et les machines électroniques, le textile, la chimie et le tourisme. Fin 2015, 55 des 500 premières entreprises privées chinoises ont leur siège dans la ville de Hangzhou. Parmi celles-ci Wahaha (boissons), Supor leader du petit électroménager en Chine et filiale du Groupe SEB, Hikvision (vidéosurveillance), Wanxiang (équipementier automobile), Geely (constructeur automobile). La ville se classe juste derrière Pékin et Shanghaï pour le nombre de sociétés de haute technologie de grande taille. En 2017, 13 sociétés de ce type ayant une capitalisation supérieure à 1 milliard USD sont installées à Hangzhou. La plus connue est la société Alibaba, premier groupe chinois de vente par Internet. Les autres sociétés les plus importantes sont Koubei (service en ligne), Tao Piao Piao (plateforme de billetterie de cinéma), We Doctor (santé en ligne) et Meili (plateforme de commerce en ligne spécialisée dans la mode).

## Urbanisme

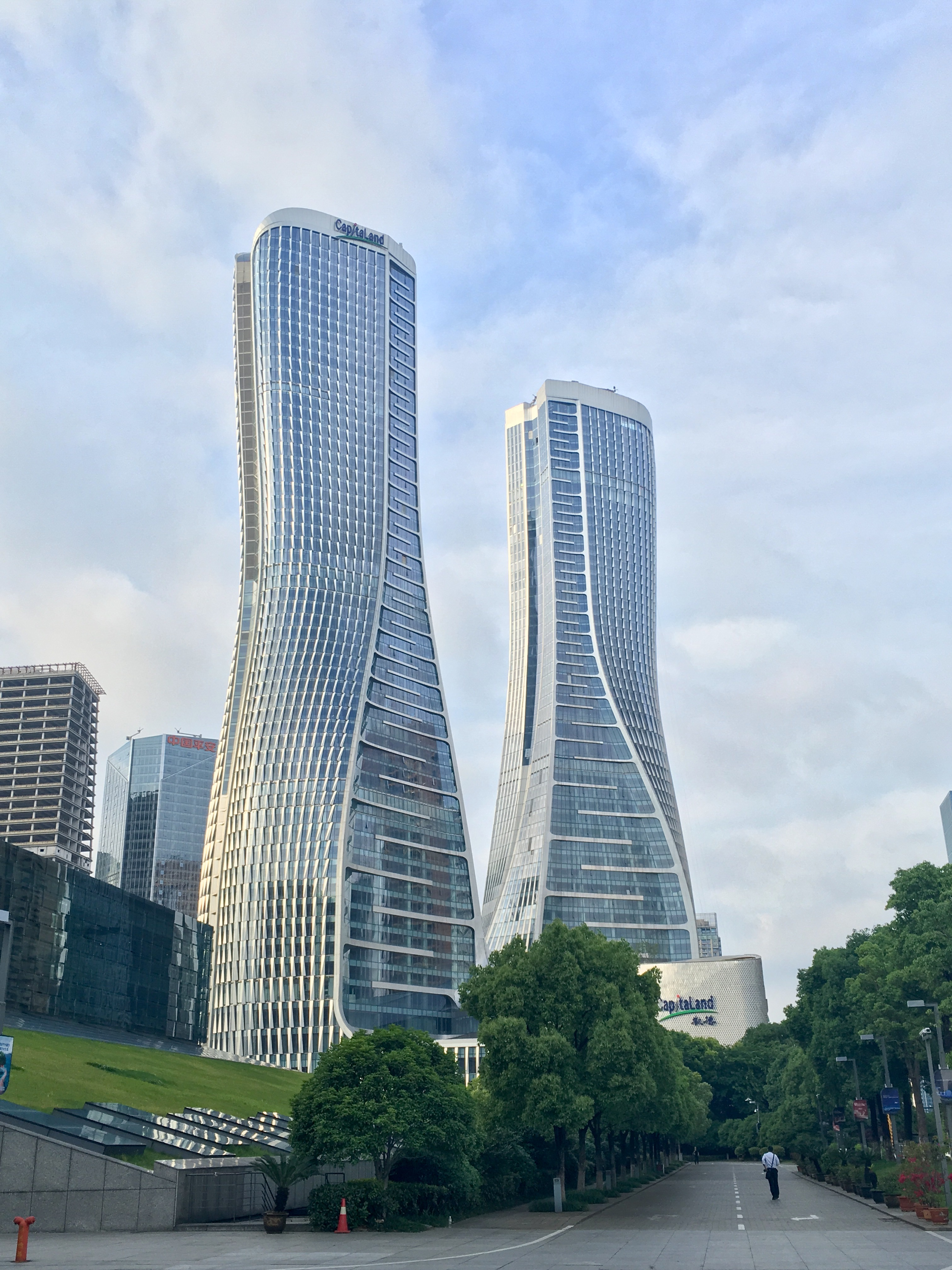
Raffles City

Comme dans toutes les villes chinoises ces dernières décennies, les constructions neuves se sont multipliées à Hangzhou avec notamment la construction de plus de 170 gratte-ciel depuis les années 1990. 
La ville se situe au niveau de l'embouchure du Changjiang, vers son delta, est divisé entre la partie Nord et Sud du fleuve, avec de chaque part un aéroport, et trois gares de ligne à grande vitesse. Ce dernier permet de joindre rapidement les deux parties de la ville, avec Hangzhou Nord, et Hangzhou Est au Nord du fleuve, et Hangzhou Sud, au Sud du fleuve. De nombreux ponts et axes urbains permettent également de la traverser. La principale zone touristique est le lac de l'Ouest, situé au Nord-Ouest du fleuve. Un important quartier d'affaires, est la ville nouvelle Qianjiang (zh), situé entre le lac de l'Ouest, à l'ouest et le fleuve, au Sud-Est.

## Transports

### Chemin de fer

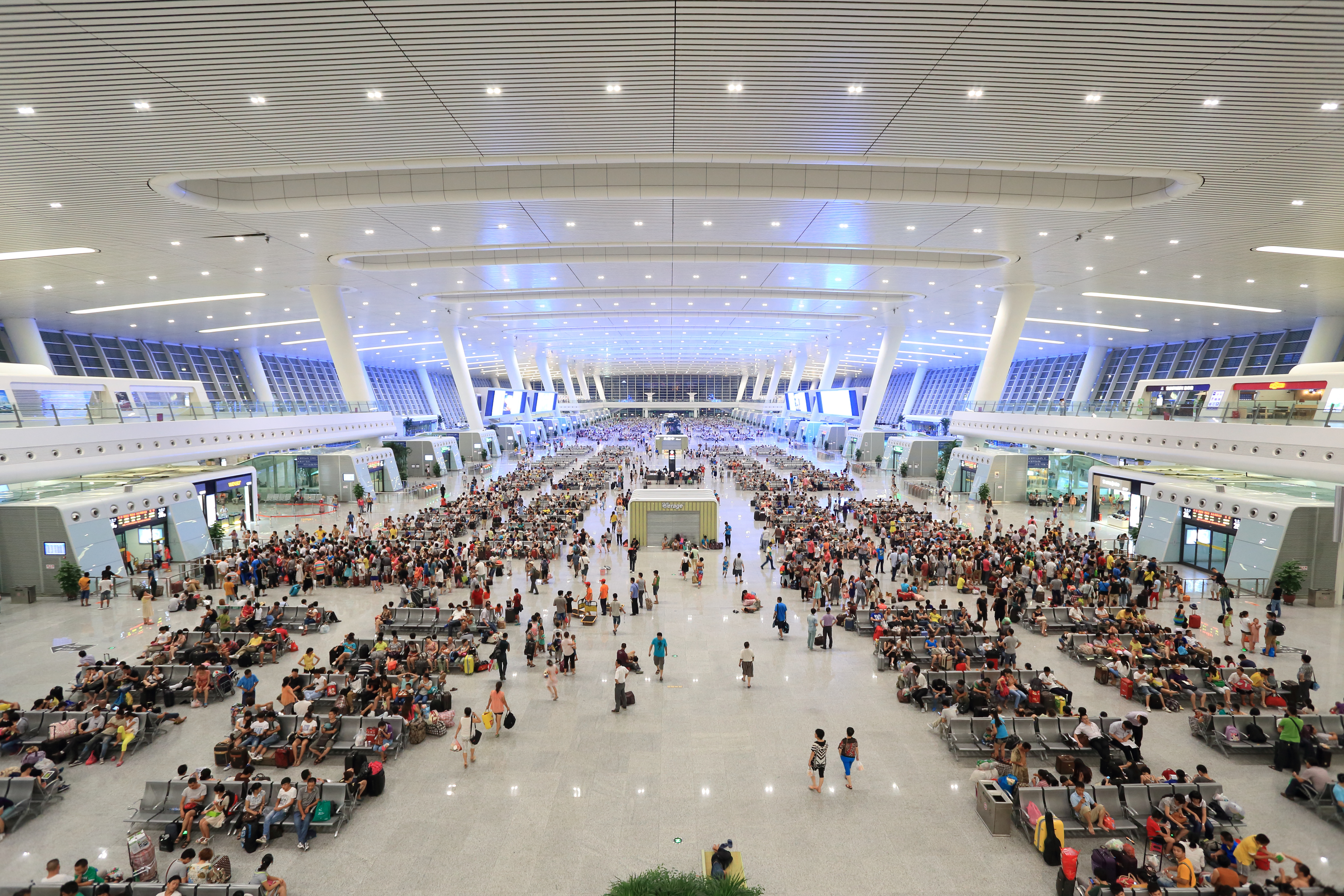
Hall de la gare de Hangzhou-Est.

La ville de Hangzhou est située au carrefour de plusieurs des lignes ferroviaires les plus importantes de Chine. Hangzhou est reliée par des trains à grande vitesse dans la province du Zhejiang à Ningbo (temps de trajet : une heure) et Wenzhou (2h15). En dehors de la province, Hangzhou est reliée par des dessertes fréquentes à Shanghai (1h), à Nankin et Suzhou dans la province Jiangsu (en 1h30), à Hefei dans la province du Anhui (2h30), à Wuhan dans la province du Hubei (4h30)) et à Pékin en 4h30 (12 départs quotidiens).
La gare principale de la ville est la gare de Hangzhou-Est. Celle-ci dispose de 15 quais et est le point de départ de trains à grande vitesse à destination de Shanghai, Nankin, Changsha et Ningbo. Des trains la relie à Shanghai toutes les 20 minutes. Le train à grande vitesse (cadencé à l'heure) desserve cette ville en 50 minutes en empruntant la LGV Shanghai - Hangzhou. La ville compte également deux autres gares importantes : la gare de Hangzhou et la gare de Hangzhou-Sud.
Dans le cadre du treizième plan quinquennal chinois (2016-2020) de plusieurs lignes ferroviaires sont construites ou en cours de constructions. Parmi celles-ci les lignes à grande vitesse Hangzhou –Huangshan (265 km), Hangzhou–Hefei, Hangzhou-Shaoxing-Taizhou 310 km en partenariat privé/public) et deux lignes interurbaines : Hangzhou-Deqing et la ligne touristique de Shaoxing.

### Transport aérien
La ville de Hangzhou est desservie par l'aéroport international de Hangzhou-Xiaoshan situé à 27 kilomètres à l'est du centre-ville. Inauguré à la fin de 2000, il a remplacé l'aéroport de Hangzhou Jianqiao à usage mixte civil/militaire. Le nouvel aéroport, qui comprend deux pistes, est desservi à la fois par des lignes intérieures et internationales. En 2017, le trafic était de 35,6 millions de passagers (10e aéroport chinois) et de 590 000 tonnes de fret (6e rang). Le trafic passagers est en forte progression (+12,6 % en 2017). Le trafic international représente 4,75 millions de passagers (5e rang). L'aéroport dispose de deux pistes et deux terminaux et pouvant accueillir les Airbus A380. Il sera prochainement relié au centre-ville par les lignes de métro 1 et 7 en cours de construction (mise en service en 2020/2021). D'autres projets d'extensions ou d'amélioration de l'aéroport sont prévus : construction d'une troisième piste (2022-2025), implantation d'une gare ferroviaire desservie par les trains à grande vitesse.

### Métro
Le métro de Hangzhou, dont la construction a débuté en 2006, a vu sa première ligne inaugurée à la fin de 2012. En 2018 le conseil d'état a approuvé la réalisation d'un réseau de 15 lignes. Début 2020 le réseau comprend 4 lignes d'une longueur totale de 135 kilomètres qui desservent 90 stations. Environ 300 kilomètres de lignes nouvelles sont en cours de construction ou planifiées. La municipalité souhaite disposer de 514 km (13 lignes) pour les jeux asiatiques de 2022 qui se dérouleront dans la ville.

### Port fluvial
Le port fluvial de Hangzhou connait un trafic important (101 millions de tonnes en 2014). Les installations portuaires sont réparties sur les trois cours d'eau qui traversent l'agglomération : le Grand Canal, le fleuve Qiantang et le canal Hangzhou-Ningbo.

### Autres
La ville dispose d'un système de bicyclettes en libre service.

## Patrimoine

### Lac de l'Ouest

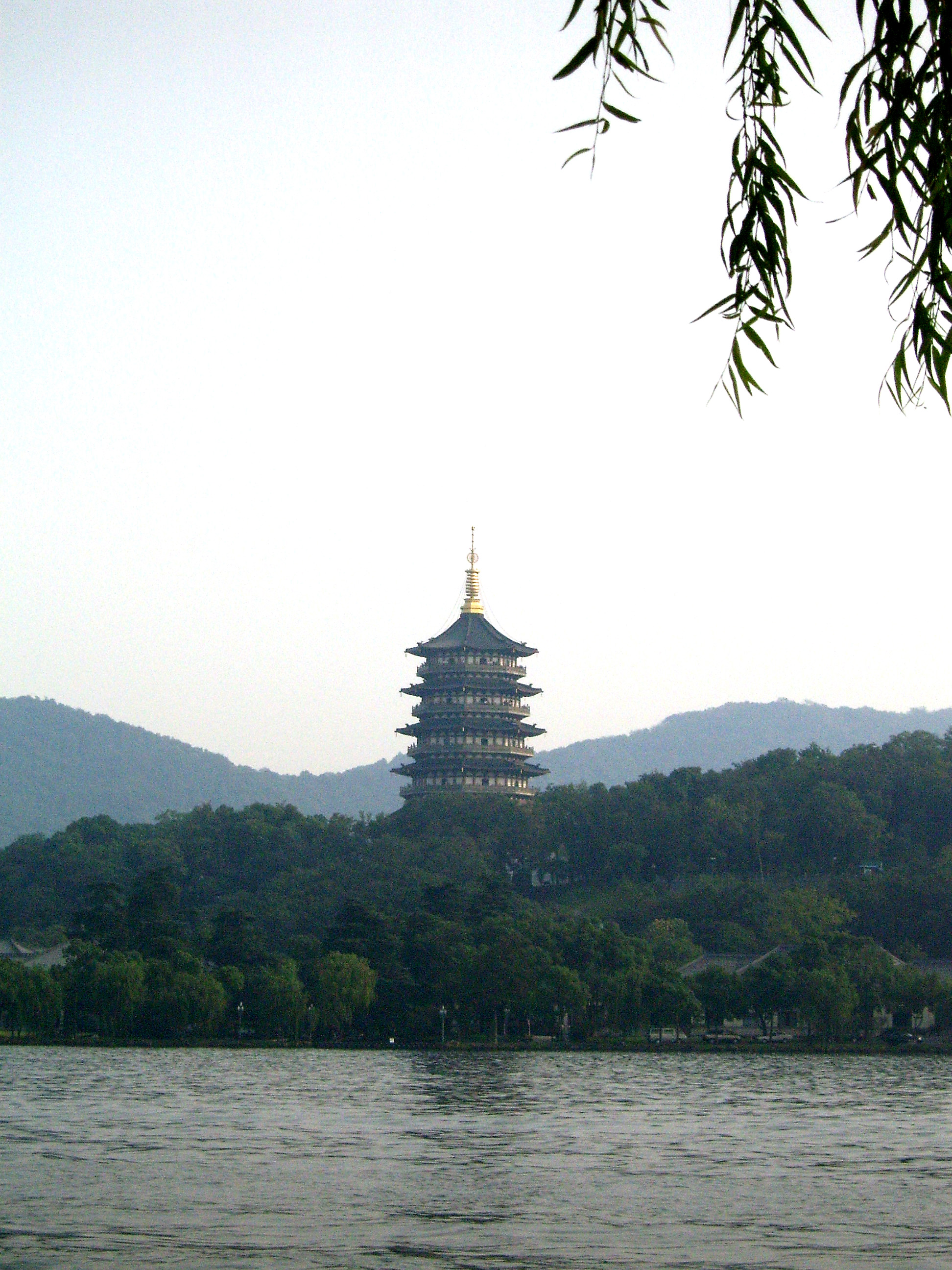
La pagode de Leifeng sur le lac de l’Ouest

Le lac de l'Ouest (西湖, Xī Hú) constitue le site touristique le plus connu de la ville de Hangzhou, construite autour.
Le lac fait environ 15 km de circonférence, avec une profondeur moyenne de 2,27 mètres ; sa capacité est de 14 290 000 mètres cubes d'eau. Il est entouré de montagnes et par la ville ; la navigation est réglementée mais la location de bateau est simple. Le dos du billet de 1 yuan chinois est la représentation du lac de l'Ouest de Hangzhou.
Le lac est traversé par une chaussée piétonne où l'on jouit d'un plus grand calme. La périphérie du lac est accessible en automobile ; la circulation lors des fins de semaine y est très difficile, engendrant d'énormes embouteillages le long du lac (le système routier est sous-dimensionné à cet endroit).

### Autres
De très nombreux parcs et chemins sont accessibles gratuitement dans cette ville, le plus souvent fléchés avec des indications en plusieurs langues (dont le français). Il est conseillé pour un touriste de se rendre dans une gare ou au bureau de la ville pour disposer d'un guide touristique.

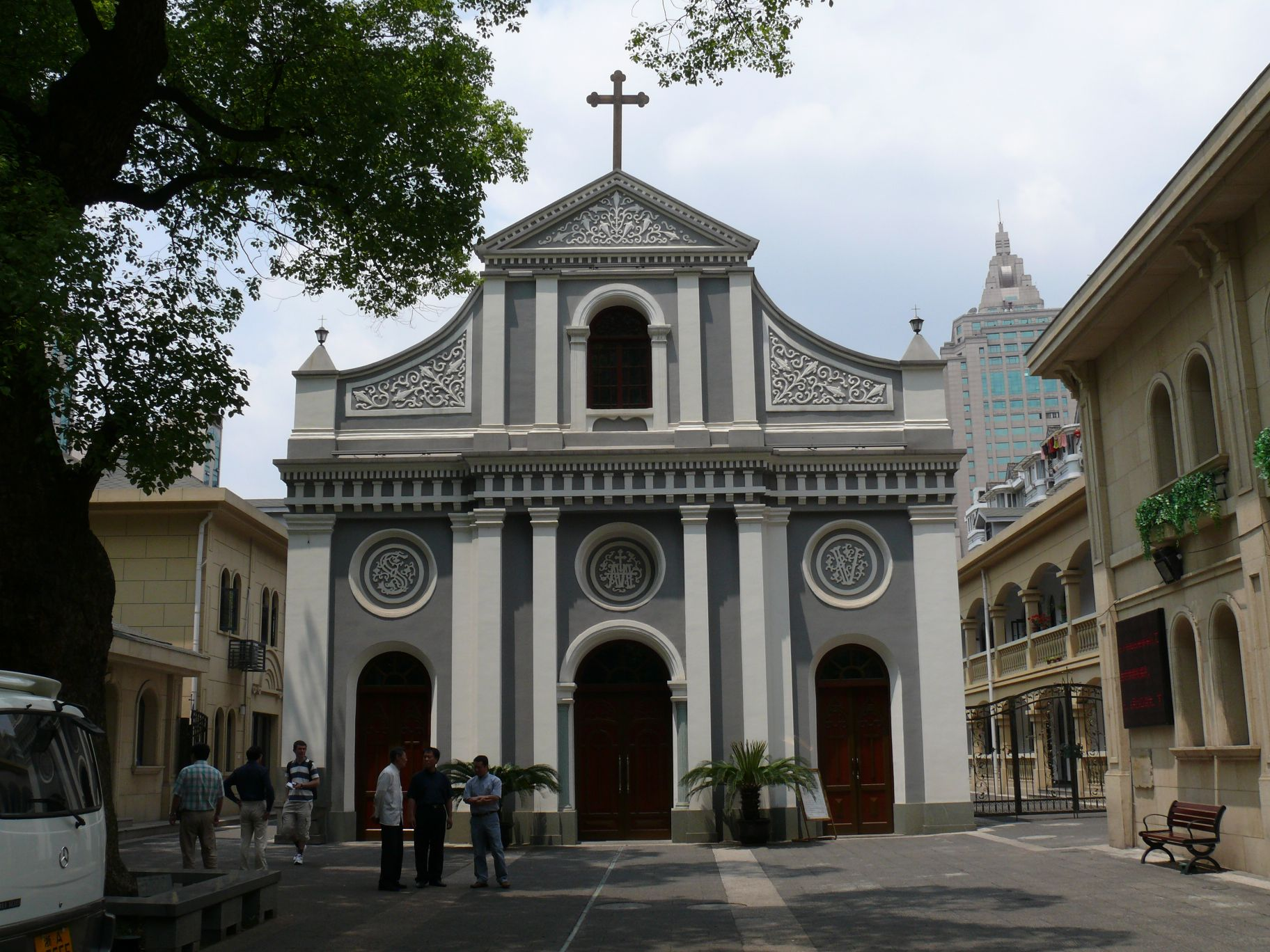
Cathédrale de l'Immaculée-Conception de Hangzhou.

La cathédrale catholique a été construite au XVIIIe siècle par les jésuites italiens et a été desservie ensuite par les lazaristes français. C'est aujourd'hui un monument protégé. C'est le siège de l'archidiocèse de Hangzhou.
Les vieux murs de la ville (59 apr. J.-C.) ont fait l'objet d'une restauration.
Le village de Zisiqiao dans la banlieue de Hangzhou est le siège du plus grand centre d'élevage de serpents de la planète (4 millions de serpents venimeux) et il s'y construit un hôpital qui ne proposera que des traitements à base de serpents.
La maison de Huang Binhong (1864-1955), considéré comme le plus grand peintre chinois du XXe siècle, se trouve à Hangzhou.

### Reproduction d'un quartier parisien
Courant 2007, le groupe Guangsha, premier promoteur privé de Chine, construit dans la banlieue de Hangzhou la résidence de Tiandu Cheng, littéralement, « ville du ciel », qui est une copie des principaux éléments architecturaux de Paris avec un quartier haussmannien érigé au milieu de nulle part, à l'entrée duquel s'élève une reproduction de la tour Eiffel de 108 m de haut. Guangsha prévoit d'accueillir 100 000 personnes dans ce district. La fin des travaux a lieu en 2015.

### Installations sportives

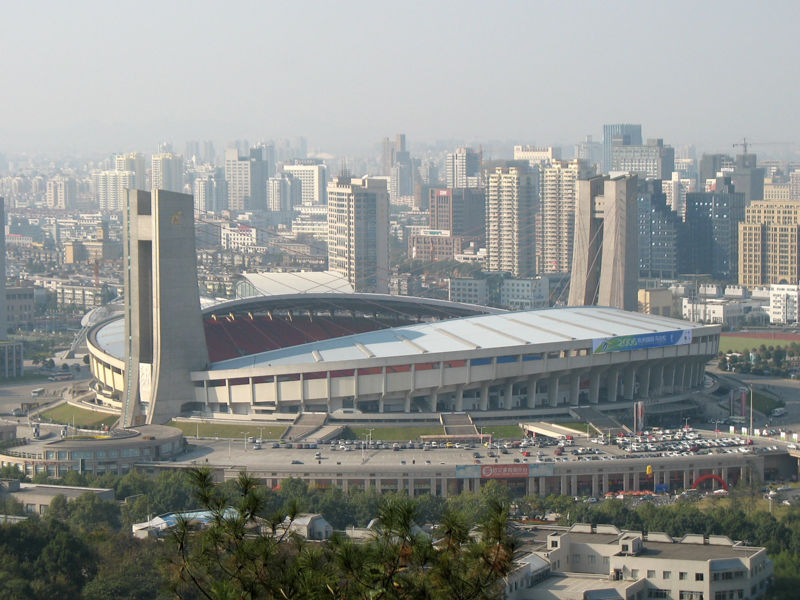
Stade du Dragon de Hangzhou.

Le stade du Dragon est le stade de football de Hangzhou. Il a été construit en 2000 avec une capacité de 52 672 places. Il fut retenu comme stade d'accueil à l'occasion de la Coupe du monde de football féminin 2007 où sept matchs y furent disputés dont une demi-finale.
Le Hangzhou Sports Park Stadium, d'une capacité de 80 000 spectateurs, inauguré en 2017. Il accueillera les Jeux asiatiques en 2022.

## Personnalités
- Song Ruzhi (actif vers 1206-1264), peintre né à Hangzhou
- Lin Huiyin (1904-1955), architecte née à Hangzhou.
- Wu Xiaoxuan (1958-), championne olympique de tir.
- Jack Ma (1964-), fondateur et président d'Alibaba Group.

## Jumelages
La ville est jumelée avec :
- Boston (États-Unis) ;
- Nice (France) depuis 1998 ;
- Paramaribo (Suriname) depuis 1998 ;
- Fukui (Japon) ;
- Sayama (Japon) ;
- Leeds (Angleterre) ;
- Oviedo (Espagne) ;
- Kazan (Russie) ;
- Dresde (Allemagne) depuis 2009.